# Джони Дъмфрийс
Джони Дъмфрийс (на английски: Johnny Dumfries, роден като John Colum Crichton-Stuart, 7th Marquess of Bute, Джон Колъм Крайтън-Стюарт, Седми маркиз на Бют) е шотландски пилот от Формула 1. Роден е на 26 април 1958 г. в град Родсей. Произхожда от аристократично семейство. Състезавал се е за тима на Лотус през 1986 г. През 1987 е заменен от японеца Сатору Накаджима, който е част от сделката с Хонда като доставчици за Лотус до 1988. Също така Дъмфрийс е пилот в 24-те часа на Льо Ман през 1988.

## Резултати от Формула 1
| Година | Отбор                     | Шаси      | Двигател | 1     | 2       | 3       | 4       | 5       | 6       | 7     | 8       | 9     | 10      | 11    | 12      | 13      | 14    | 15      | 16    | WDC  | Точки |
| ------ | ------------------------- | --------- | -------- | ----- | ------- | ------- | ------- | ------- | ------- | ----- | ------- | ----- | ------- | ----- | ------- | ------- | ----- | ------- | ----- | ---- | ----- |
| 1986   | John Player Special Лотус | Лотус 98T | Рено V6и | BRA 9 | ESP Ret | SMR Ret | MON DNQ | BEL Ret | CAN Ret | DET 7 | FRA Ret | GBR 7 | GER Ret | HUN 5 | AUT Ret | ITA Ret | POR 9 | MEX Ret | AUS 6 | 13-и | 3     |